# Temporada do Portsmouth Football Club de 2001–02
A temporada 2001–02 foi a 94ª temporada do Portsmouth no futebol inglês.. O clube participou da Football League First Division (segunda divisão, onde terminou em 17º lugar), da Copa da Inglaterra (eliminado na terceira fase pelo Leyton Orient) e da Copa da Liga Inglesa (caiu na primeira fase para o Colchester United). Peter Crouch foi o artilheiro do Pompey na temporada, com 19 gols (18 na segunda divisão e um pela Copa da Liga).

## Resumo da temporada
Embora tivesse começado a temporada de forma promissora, o Portsmouth teve uma queda de desempenho na segunda metade e brigou contra o rebaixamento. No Fratton Park, a equipe sofreu 10 derrotas - 8 pela segunda divisão, uma pela Copa da Inglaterra, quando levou 4 gols do Leyton Orient (até então na terceira divisão nacional), e outra pela Copa da Liga, para o Colchester United, também do terceiro escalão do futebol inglês. O desempenho irregular fez com que o técnico Graham Rix perdesse o emprego em março de 2002, dando lugar a Harry Redknapp, até então diretor de futebol.
Com os gols do jovem atacante Peter Crouch e a criatividade do veterano croata Robert Prosinečki, o Portsmouth livrou-se da ameaça de cair para a terceira divisão de 2002–03, e embora permanecesse apenas meia temporada no Pompey, o meio-campista passou a ser considerado ídolo pelos torcedores. Ao final da temporada, Crouch seria vendido ao  Aston Villa por 5 milhões de libras.
Em 5 de agosto de 2001 (6 dias antes da estreia contra o Wolverhampton Wanderers, o goleiro Aaron Flahavan, no clube desde 1994 e titular desde 1996, sofreu um acidente automobilístico que causou sua morte, aos 25 anos. Foi promovido então um revezamento entre Chris Tardif (2 jogos), Saša Ilić (8 jogos), Yoshikatsu Kawaguchi (11 partidas) e o veterano Dave Beasant, que aos 42 anos (completaria 43 em março de 2002) jogou 27 vezes durante a campanha, chegando inclusive a defender um pênalti de Stuart Pearce, do Manchester City, evitando o centésimo gol profissional do zagueiro, que jogara com ele na Copa de 1990.

### Marca de equipamento
- Pompey Sport (marca própria do clube)

### Patrocínios
- Bishop's Printers

### Equipamentos
| Equipamento titular | Equipamento alternativo | Terceiro equipamento |

## Elenco[3]
Legenda
- : Capitão
- Jogador revelado no clube

## Outros jogadores
Nota: Bandeiras indicam equipe nacional, conforme definido pelas regras de elegibilidade da FIFA. Os jogadores podem ter mais de uma nacionalidade não-FIFA.
| N.º |                  | Posição | Jogador                                           |
| --- | ---------------- | ------- | ------------------------------------------------- |
| 1   | Inglaterra       | G       | Aaron Flahavan (falecido)                         |
| 5   | Jamaica          | D       | Darren Moore (emprestado ao West Bromwich Albion) |
| 18  | Irlanda do Norte | D       | Dave Waterman (emprestado ao Oxford United)       |

| N.º |               | Posição | Jogador                                             |
| --- | ------------- | ------- | --------------------------------------------------- |
| 22  | Inglaterra    | A       | Lee Mills (emprestado ao Coventry City)             |
| 29  | País de Gales | M       | Ceri Hughes (emprestado ao Cardiff City)            |
| 39  | Austrália     | G       | Andy Petterson (emprestado ao West Bromwich Albion) |